# محاجب
المحاجب من أقدم الأطباق التقليدية الجزائرية التي لا تزال تحضر حتى اليوم. يتكون من عجينة الطحين والسميد المحشوة بخضراوات مطبوخة، وتُرق بزيت الزيتون. يُعرف بعدة أسماء، أشهرها المحاجب أو المحجوبة، بينما يسمى في الجنوب الجزائري المختومة، وتتنوع حشواته حسب المنطقة.